# North Bitchburn
North Bitchburn är en by i kommunen Durham i grevskapet Durham i England. Byn är belägen 5 km från Bishop Auckland. Orten har 135 invånare (2001).